# James Brooks (giocatore di football americano 1958)
James Robert Brooks (Warner Robins, 28 dicembre 1958) è un ex giocatore di football americano statunitense che ha militato nel ruolo di running back nella National Football League (NFL). 
i

## Carriera
Brooks fu scelto nel corso del primo giro (24º assoluto) del Draft NFL 1981 dai San Diego Chargers con cui giocò nel periodo 1981–1983. In seguito milito nei Cincinnati Bengals (1984–1991), i Cleveland Browns (1992) e i Tampa Bay Buccaneers (1992).
Durante la sua stagione da rookie fu un partecipante chiave di due delle più celebri gare della storia della NFL con i Chargers: The Epic in Miami e il Freezer Bowl. Tuttavia disputò come titolare solo 7 partite in tre stagioni con i Chargers, chiuso da Chuck Muncie. La sua unica partita da 100 yard con San Diego (con tre touchdown) fu contro i suoi futuri compagni. Nel 1984 fu scambiato con i Bengals per Pete Johnson, una mossa ampiamente considerata la migliore nella storia della franchigia dei Bengals, dal momento che Johnson giocò solo un'altra stagione nella NFL prima di ritirarsi.
Convocato per quattro Pro Bowl (1986, 1988–1990), Brooks eccelse in corse, ricezioni e ritorni. Si impose per la sua abilità di guadagnare yard dopo il contatto con i difensori, continuando a lottare per guadagnare terreno anche dopo essere stato placcato. Quando lasciò Cincinnati nel 1991 fu il loro miglior corridore con 6.447 yard (in seguito superato da  Corey Dillon) e rimane tra i 15 migliori ricevitori dei Bengals con 297 ricezioni per 3012 yard. Concluse la carriera con 7.962 yard corse, 383 ricezioni per 3.621 yard ricevute, 565 yard ritornate su punt, 2.762 yard su ritorno di kickoff e 79 touchdown segnati (49 su corsa e 30 su ricezione). Tra il 1968 (quando John David Crow e Timmy Brown si ritirarono) e il 2005 (Marshall Faulk), Brooks fu l'unico membro del club 30/30 (30 touchdown su corsa e ricezione, un'impresa compiuta solo da 7 giocatori). Le 14.910 yard totali nette di Brooks lo pongono al 36º posto di tutti i tempi.
Anche se disputò come titolare ogni partita nel 1985, lui e il fullback Larry Kinnebrew finirono la stagione con cifre quasi identiche. La stagione della svolta fu quella del 1986, che incluse una memorabile corsa il 7 dicembre contro i New England Patriots in cui fece diversi cambi di direzione, superò diversi tentativi di tackle e trascinò i difensori per le ultime cinque yard, segnando un touchdown da 56 yard. Concluse quella sfida con 163 yard corse e 101 yard yard, una delle uniche due partite da 100/100 nella storia dei Bengals. Alla sua sesta stagione nella lega riuscì per la prima volta a correre 1.000 yard (allora un record di franchigia di 1.087). Dopo avere perso metà della stagione 1987 per infortunio, tornò con 931 yard, 8 touchdown su corsa e 6 su ricezione nel 1988, contribuendo a raggiungere il Super Bowl XXIII. L'anno seguente corse un record in carriera di 1.239 yard (settimo nella NFL) e nel 1990 superò di nuovo le mille yard, inclusa una partita da 201 yard contro gli Houston Oilers. Brooks partì come titolare nel 1991 con due gare oltre le 100 yard, ma vide ridurre progressivamente le portare nel corso della stagione. Fu scambiato con i Browns nel 1992 e di nuovo a metà stagione con i Buccaneers, ritirandosi dopo un infortunio.

## Palmarès

### Franchigia
- American Football Conference Championship: 1

Cincinnati Bengals: 1988

### Individuale
- Convocazioni al Pro Bowl: 4

1986, 1988–1990